# Passo di Llogara
Il passo di Llogara (in albanese Qafa e Llogarasë; è un valico di alta montagna all'interno dei Monti Acrocerauni lungo la riviera albanese . Collega la valle di Dukat a nord con Himarë a sud. Orikum è la città più vicina sul lato settentrionale del passo e il villaggio di Dhërmi a sud.
Il passo di Llogara fa anche parte del Parco Nazionale di Llogara, che si estende su un'area di 10,1 km² (3,9 mi²). Nel novembre 1912, durante la rivolta di Himara, un'unità greca fu posizionata su Llogara per difendere la regione di Himara dagli attacchi ottomano-albanesi dalla direzione di Valona.